# Milan-San Remo 1976
La 67e édition de la course cycliste Milan-San Remo a eu lieu le 19 mars 1976 et a été remportée en solitaire par le Belge Eddy Merckx. Il s'agit de la dernière victoire d'importance du plus grand coureur cycliste de l'Histoire. Un groupe d'une quinzaine de coureurs est sorti après le Capo Berta. Eddy Merckx a porté une violente accélération dans le Poggio et seul Jean-Luc Vandenbroucke est revenu sur son compatriote grâce à la descente sur San Remo. Finalement, Merckx s'est montré facilement plus rapide au sprint.Aavec ce septième succès, Eddy Merckx bat le record de l’Italien Costante Girardengo, vainqueur six fois de 1918 à 1928 
Jean-Luc Vandenbroucke, initialement deuxième, est disqualifié après un contrôle antidopage positif aux amphétamines.

## Classement final
|    | Cycliste               | Pays     | Équipe                   | Temps           |
| -- | ---------------------- | -------- | ------------------------ | --------------- |
| 1  | Eddy Merckx            | Belgique | Molteni-Campagnolo       | 6 h 55 min 28 s |
|    | Jean-Luc Vandenbroucke | Belgique | Peugeot-Esso-Michelin    | -               |
| 2  | Wladimiro Panizza      | Italie   | Scic-Colnago             | + 28 s          |
| 3  | Michel Laurent         | France   | Miko-De Gribaldy-Superia | + 31 s          |
| 4  | Walter Planckaert      | Belgique | Maes Pils-Rokado         | + 33 s          |
| 5  | Rik Van Linden         | Belgique | Bianchi-Campagnolo       | + 33 s          |
| 6  | Patrick Sercu          | Belgique | Brooklyn                 | + 33 s          |
| 7  | Roger De Vlaeminck     | Belgique | Brooklyn                 | + 33 s          |
| 8  | Francesco Moser        | Italie   | Sanson-Benotto           | + 33 s          |
| 9  | Walter Godefroot       | Belgique | Ijsboerke-Colnago        | + 33 s          |
| 10 | Wilfried Wesemael      | Belgique | Miko-De Gribaldy-Superia | + 33 s          |